# دانشگاه امام صادق
دانشگاه امام صادق دانشگاه غیردولتی اسلامی در تهران است. این دانشگاه که در سال ۱۳۶۱ تأسیس شده است.
سیستم آموزشی این دانشگاه ترکیبی از علوم حوزوی و علوم جدید است که بسیار شبیه سیستم دانشگاه رضوی در مشهد می‌باشد و این رقابت بین دو دانشگاه را بیشتر کرده است.هدف از تأسیس این دانشگاه، آموزش نیروی انسانی با توانایی علمی در یکی از رشته‌های دانشگاهی همراه و همسو با دانش دینی برای مدیریت در سمت‌های کلیدی و اصلی جمهوری اسلامی اعلام شده است.
این دانشگاه به نام «مرکز مطالعات مدیریت ایران» قبل از انقلاب ۱۳۵۷ ایران شعبهٔ مطالعات مدیریت دانشگاه هاروارد بوده که توسط دو نفر از کارآفرینان مشهور زمان یعنی حبیب لاجوردی و محمدتقی برخوردار، برای تربیت نسل جدید مدیران و کارشناسانی که با علوم روز دنیا آشنا باشند شکل گرفت.
این مؤسسه غیردولتی بود و به صورت هیئت امنایی که متشکل از دوازده کارآفرین و مدیر صنعتی برجسته بود، مدیریت می‌شد.
پس از وقوع انقلاب اموال و کارخانه‌جات افرادی همچون حبیب لاجوردی و محمدتقی برخوردار و برخی دیگر از اعضای هیئت امنای آن توسط انقلابیون مصادره شد و مؤسسهٔ «هاروارد» تصرف شد و نام آن به «امام صادق» تغییر پیدا کرد و مدیریت آن به حسینعلی منتظری واگذار گردید و ایشان محمدرضا مهدوی کنی را به عنوان نماینده خود، در آنجا تعیین کرد.
تا اواسط سال ۱۳۹۳، ریاست این مجموعه بر عهدهٔ محمدرضا مهدوی کنی بود. پس از درگذشت محمدرضا مهدوی کنی، فرزندش محمدسعید مهدوی کنی طی ۳ سال و تا ۱۷ مهرماه ۱۳۹۷، ریاست این دانشگاه را بر عهده داشت.
در تاریخ ۱۷ مهرماه ۱۳۹۷، بنا بر تصویب هیئت امناء طی حکمی از سوی صادق لاریجانی رئیس هیئت امناء، حسینعلی سعدی برای یک دورهٔ سه ساله به‌عنوان رئیس دانشگاه امام صادق تعیین شد که حکم وی دو سال دیگر نیز تمدید شد. در حال حاضر، اصغر افتخاری ریاست دانشگاه امام صادق را برعهده دارد.

## هیئت امنا و هیئت مؤسس

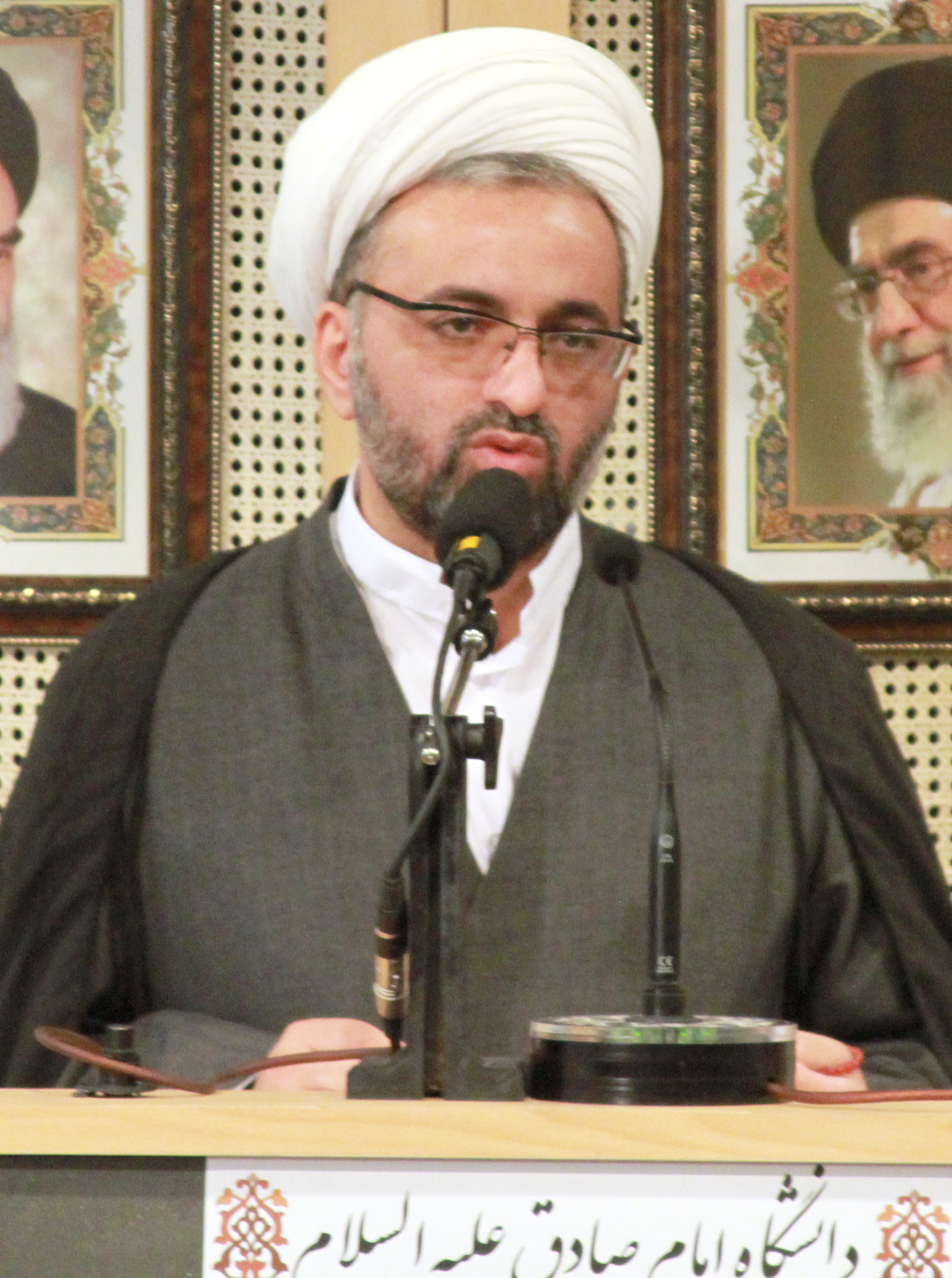
حسینعلی سعدی سومین رئیس دانشگاه امام صادق